# Смит, Самуэль
Самуэль Смит (фр. Samuel Smith) — гвинейский футболист, полузащитник. Участник летних Олимпийских игр 1968 года.

## Биография
В 1968 году главный тренер национальной сборной Гвинеи Наби Камара вызвал Самуэля на летние Олимпийские игры в Мехико. В своей группе Гвинея заняла последнее четвёртое место, уступив Колумбии, Мексики и Франции. Самуэль Смит на турнире в итоге так и не сыграл.